# Епархия Порталегре-Каштелу Бранку
Епархия Порталегре-Каштелу Бранку (лат. Dioecesis Portalegrensis-Castri Albi) — епархия Римско-Католической церкви с центром в городе Порталегре, Португалия. Епархия Порталегре-Каштелу Бранку входит в патриархат Лиссабона. Кафедральным собором епархии Порталегре-Каштелу Бранку является церковь Успения Пресвятой Девы Марии. В городе Каштелу-Бранку находится сокафедральный собор святого Михаила Архангела.

## История
21 августа 1549 года Римский папа Павел III выпустил буллу Pro Excellenti Apostolicae Sedis, которой образовал епархию Порталегре, выделив её из епархии Гуарды.
7 июня 1771 года была образована епархия Каштелу-Бранку, которая выделилась из епархии Гуарды.
30 августа 1881 года епархия Каштелу-Бранку была упразднена буллой Gravissimum Christi Римского папы Льва XIII, а её территория была присоединена к епархии Порталегре, за исключением небольшой территории, которая была передана архиепархии Эворы.
18 июля 1956 года епархия Порталегре была переименована в епархию Порталегре-Каштелу Бранку.

## Источник
- Annuario Pontificio, Libreria Editrice Vaticana, Città del Vaticano, 2003, ISBN 88-209-7422-3.
- José Pedro Paiva, Os bispos de Portugal e do Império: 1495-1777, Coimbra 2006, ISBN 97-287-0485-2
- Bolla Cum excellentissimus, in Bullarii Romani continuatio, Tomus quintus, Prato 1845, стр. 189-190  (лат.)
- Pius Bonifacius Gams, Series episcoporum Ecclesiae Catholicae, Leipzig 1931, стр. 95, 108  (лат.)
- Konrad Eubel, Hierarchia Catholica Medii Aevi, vol. 3 Архивная копия от 21 марта 2019 на Wayback Machine, стр. 278; vol. 4 Архивная копия от 4 октября 2018 на Wayback Machine, стр. 285; vol. 5, стр. 320-321; vol. 6, стр. 154, 344-345  (лат.)